# Megan Leslie
Pour les articles homonymes, voir Leslie.
Megan Leslie, née le 29 septembre 1973 à Toronto, est une femme politique canadienne. Lors de l'élection fédérale du 30 octobre 2008, elle est élue députée à la Chambre des communes du Canada pour la circonscription Halifax sous la bannière du Nouveau Parti démocratique, succédant au député Nouveau Parti démocratique sortant Alexa McDonough.

## Biographie
Elle est née à Kirkland Lake, en Ontario. Elle a des racines finlandaises du côté de sa mère, immigrant au Canada. Après ses études en droit à Halifax, Leslie a travaillé en tant que travailleur juridique et professeur de droit, lui donnant une vaste expérience sur les questions de pauvreté et d'assistance judiciaire.
Après la démission d'Alexa McDonough, ancien chef du Nouveau parti démocratique, Leslie a été nommée candidate à Halifax en 2008 et a gagné la circonscription. En 2011, elle a été réélue avec une plus grande majorité. Lors des élections générales de 2015, elle a été défaite par Andy Fillmore du Parti libéral du Canada.